# Grootegast
Grootegast é um município dos Países Baixos localizado na província da Groninga.